# ميشيل أنغ
ميشيل أنغ (بالإنجليزية: Michelle Ang)‏ هي ممثلة نيوزلندية، ولدت في 17 أكتوبر 1983 في نيوزيلندا.

## أعمال

### أفلام
- (2014) اختطاف دبورا لوجان
- (2016) ثلاث تسعات

### مسلسلات
- اخشوا الموتى السائرون

## وصلات خارجية
- ميشيل أنغ على موقع IMDb (الإنجليزية)
- ميشيل أنغ على موقع ألو سيني (الفرنسية)
- ميشيل أنغ على موقع ميوزك برينز (الإنجليزية)
- ميشيل أنغ على موقع أول موفي (الإنجليزية)
- ميشيل أنغ على موقع قاعدة بيانات الأفلام السويدية (السويدية)
- ميشيل أنغ على موقع قاعدة بيانات الفيلم (الإنجليزية)
- ميشيل أنغ على موقع كينوبويسك (الروسية)